# Lugonzo Ligamy
Lugonzo Ligamy (29 de julho de 1992) é um jogador de rugby sevens queniano.

## Carreira
Lugonzo Ligamy integrou o elenco da Seleção Queniana de Rugbi de Sevens, na Rio 2016, que foi 11º colocada.